# Billboardlistans förstaplaceringar 2005
Detta är en lista över 2005 års förstaplaceringar på Billboard Hot 100. 

## Listhistorik
| Datum        | Låt                   | Artist                          |
| 1 januari    | Let Me Love You       | Mario                           |
| 8 januari    | Let Me Love You       | Mario                           |
| 15 januari   | Let Me Love You       | Mario                           |
| 22 januari   | Let Me Love You       | Mario                           |
| 29 januari   | Let Me Love You       | Mario                           |
| 5 februari   | Let Me Love You       | Mario                           |
| 12 februari  | Let Me Love You       | Mario                           |
| 19 februari  | Let Me Love You       | Mario                           |
| 26 februari  | Let Me Love You       | Mario                           |
| 5 mars       | Candy Shop            | 50 Cent featuring Olivia        |
| 12 mars      | Candy Shop            | 50 Cent featuring Olivia        |
| 19 mars      | Candy Shop            | 50 Cent featuring Olivia        |
| 26 mars      | Candy Shop            | 50 Cent featuring Olivia        |
| 2 april      | Candy Shop            | 50 Cent featuring Olivia        |
| 9 april      | Candy Shop            | 50 Cent featuring Olivia        |
| 16 april     | Candy Shop            | 50 Cent featuring Olivia        |
| 23 april     | Candy Shop            | 50 Cent featuring Olivia        |
| 30 april     | Candy Shop            | 50 Cent featuring Olivia        |
| 7 maj        | Hollaback Girl        | Gwen Stefani                    |
| 14 maj       | Hollaback Girl        | Gwen Stefani                    |
| 21 maj       | Hollaback Girl        | Gwen Stefani                    |
| 28 maj       | Hollaback Girl        | Gwen Stefani                    |
| 4 juni       | We Belong Together    | Mariah Carey                    |
| 11 juni      | We Belong Together    | Mariah Carey                    |
| 18 juni      | We Belong Together    | Mariah Carey                    |
| 25 juni      | We Belong Together    | Mariah Carey                    |
| 2 juli       | Inside Your Heaven    | Carrie Underwood                |
| 9 juli       | We Belong Together    | Mariah Carey                    |
| 16 juli      | We Belong Together    | Mariah Carey                    |
| 23 juli      | We Belong Together    | Mariah Carey                    |
| 30 juli      | We Belong Together    | Mariah Carey                    |
| 6 augusti    | We Belong Together    | Mariah Carey                    |
| 13 augusti   | We Belong Together    | Mariah Carey                    |
| 20 augusti   | We Belong Together    | Mariah Carey                    |
| 27 augusti   | We Belong Together    | Mariah Carey                    |
| 3 september  | We Belong Together    | Mariah Carey                    |
| 10 september | We Belong Together    | Mariah Carey                    |
| 17 september | Gold Digger           | Kanye West featuring Jamie Foxx |
| 24 september | Gold Digger           | Kanye West featuring Jamie Foxx |
| 1 oktober    | Gold Digger           | Kanye West featuring Jamie Foxx |
| 8 oktober    | Gold Digger           | Kanye West featuring Jamie Foxx |
| 15 oktober   | Gold Digger           | Kanye West featuring Jamie Foxx |
| 22 oktober   | Gold Digger           | Kanye West featuring Jamie Foxx |
| 29 oktober   | Gold Digger           | Kanye West featuring Jamie Foxx |
| 5 november   | Gold Digger           | Kanye West featuring Jamie Foxx |
| 12 november  | Gold Digger           | Kanye West featuring Jamie Foxx |
| 19 november  | Gold Digger           | Kanye West featuring Jamie Foxx |
| 26 november  | Run It!               | Chris Brown                     |
| 3 december   | Run It!               | Chris Brown                     |
| 10 december  | Run It!               | Chris Brown                     |
| 17 december  | Run It!               | Chris Brown                     |
| 24 december  | Run It!               | Chris Brown                     |
| 31 december  | Don't Forget about Us | Mariah Carey                    |